# Rektorsgården i Uppsala

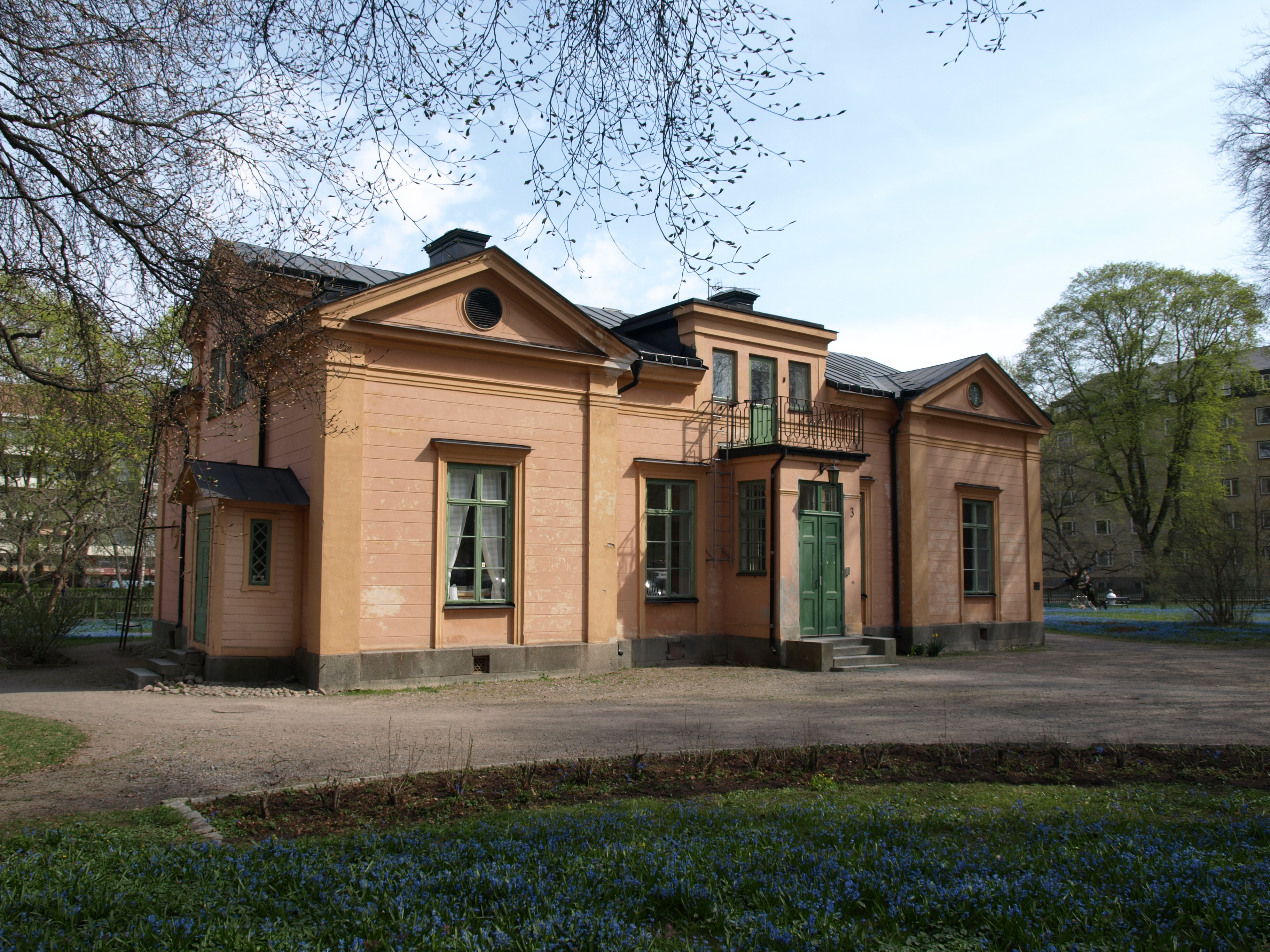
Rektorsgården i april 2009.

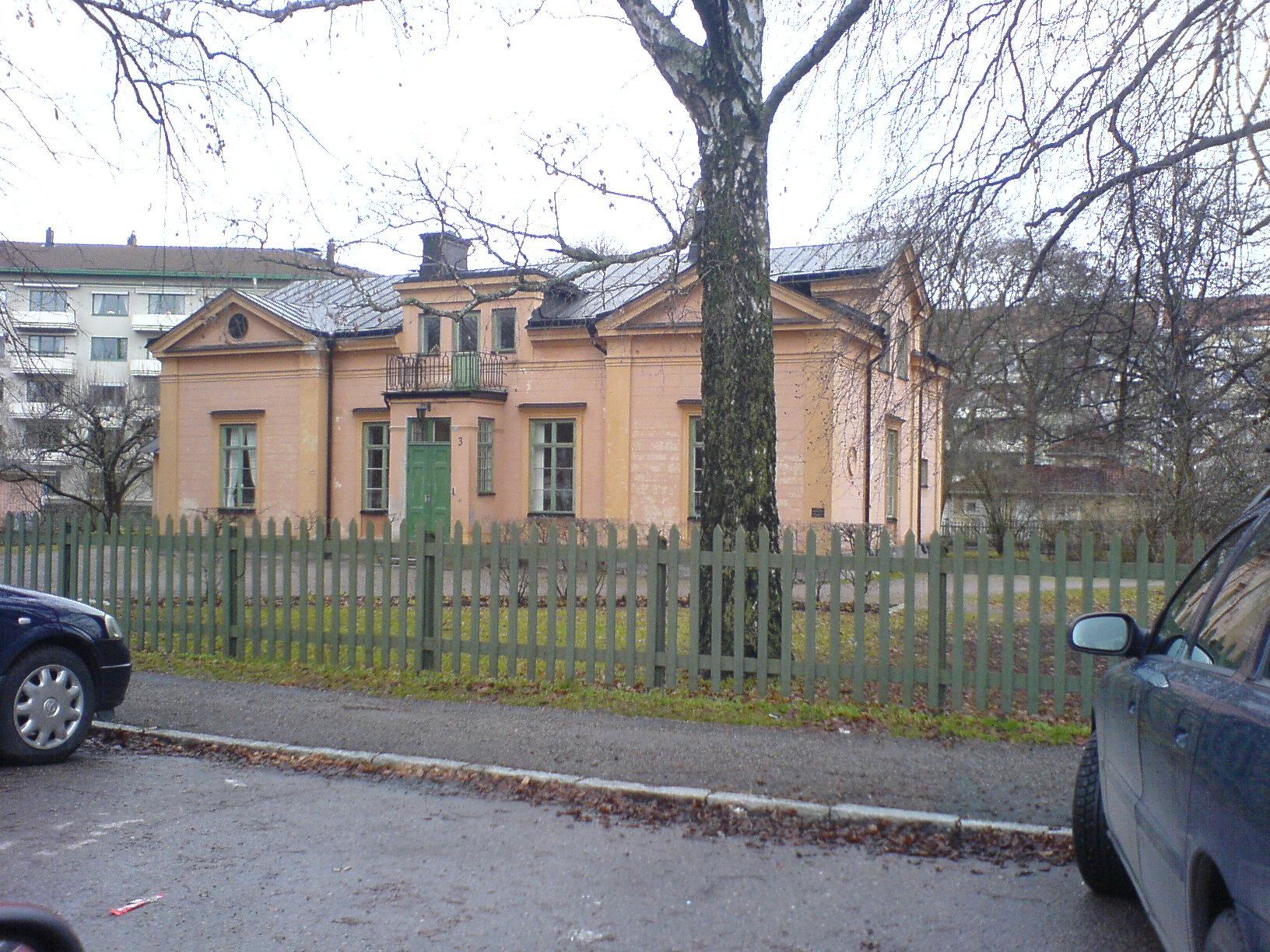
Rektorsgården

Rektorsgården är ett hus som ligger invid Katedralskolan i centrala Uppsala.
Rektorsgården uppfördes samtidigt med Katedralskolan i slutet av 1860-talet. Arkitekt var Adrian Crispin Peterson, som var e.o. arkitekt på Kungliga Överintendentsämbetet och som vid tillfället arbetade som byggchef vid uppförandet av Katedralskolan som ritats av hans professor Fredrik Wilhelm Scholander, intendent vid Överintendentsämbetet. Flertalet möbler till Katedralskolan, som bänkar, bord, skrifttavlor och lampor ritades även av Peterson. Rektorsgården byggdes åt Manfred Mustafa Floderus, som 1866 tillträdde rektoratet vid Katedralskolan. Balkongen och tillhörande fönster är ett senare tillägg på byggnaden. Peterson ritade även ett flertal andra byggnader på skolområdet, bland annat en förrådslänga intill Rektorsgården, utedass och förråd till Katedralskolan samt en eldarebostad. Denna nya rektorsgården ersatte den gamla rektorsbostaden som inköpts år 1806 som tjänstebostad åt dåvarande rektorn Johan Carl Höjer och låg vid Bäverns gränd intill Prinshuset.
Byggnaden är en av Uppsalas första villor och typisk för den tidiga svenska villaarkitekturen (se även Villa Tomtebo), och i trädgården är gräsmattorna planterade med scilla vilka skapar känslan av ett blått hav under slutet av april början av maj.
Rektorsgården förklarades som byggnadsminne den 1 oktober 1982.
Rektorsgården är numera även känt som IB-villan, vilket grundas i att elever som går International Baccalaureate på Katedralskolan är de enda som undervisas där.

## "Humleboet", "Bikupan" och "Getingboet"
Läroverket kom att kallas Bikupan, kanske på grund av surret av de elever som gick där. Rektorsgården fick i folkmun namnet "Getingboet" efter den mycket hetlevrade rektorn Manfred Mustafa Floderus. Grillska huset fick namnet "Humleboet" efter husets ägare, en adjunkt Humbla.